# Мальвіна Мейджор
Дама Мальвіна Лотарингія Мейджор (англ. Malvina Major, нар. 28 січня 1943, Гамільтон, Нова Зеландія) — оперна співачка, сопрано.

## Раннє життя
Мейджор народилася в Гамільтоні, в Новій Зеландії, у великій музичній родині. У дитинстві вона виступала на різних концертах, співаючи переважно кантрі, західну поп-музику та музику з шоу. Свою першу класичну підготовку вона отримала в 1955 році у сестри Марії Магдалини в Нгаруавахії, на північ від Гамільтона. Сестра Феброні продовжила навчання вокалу, а сестра Лігуорі давала їй уроки гри на фортепіано. Коли її потенціал розквітнув, Мейджор почала щотижня їздити до Понсонбі в Окленді, де отримала подальше навчання від сестри Марії Лео в коледжі Святої Марії. Сестра Мері Лео була визнана на міжнародному рівні за те, що у неї навчалися деякі з найвідоміших співаків країни, зокрема Кірі Те Канава.

## Міжнародне визнання
Пізніше Мейджор переїхала до Англії для подальшого навчання в Лондонському оперному центрі під керівництвом викладача Рут Пекер. Її успіхи включають перемогу в New Zealand Mobil Song Quest 1963 року, коли вона обіграла Те Канаву, яка посіла друге місце. Вона також виграла австралійську Melbourne Sun-Aria в 1965 році і лондонську премію Кетлін Ферріє в 1966 році. Пізніше Мейджор виступала на міжнародних концертах, включаючи концерт BBC, який транслювався в Лондоні, концерт під відкритим небом біля пірамід в Єгипті з Каїрським симфонічним оркестром і благодійний концерт для Віри Лінн в Лондоні. Вона виконала понад 30 оперних ролей мовами оригіналу.
У 1985 році в честь Дня народження королеви Мейджор була призначена офіцером ордена Британської імперії за заслуги перед оперою і підвищена до Дами-командора Ордена Британської імперії за заслуги перед оперою та громадою в відзначення Дня народження королеви 1991 року. Вона отримала почесну нагороду Нової Зеландії орден за заслуги, в 2008 з відзнакою Нового року. Після відновлення титульних нагород урядом Нової Зеландії вона прийняла звання Великої компаньйонки Новозеландського ордена «За заслуги» у 2009 році.
У 1998 році Мейджор отримала премію Бенні від Клубу артистів естради Нової Зеландії. У 2008 році Мейджор виступила сольно та в дуеті з Хейлі Вестенра в турі ChristChurch Cathedral Choir 2008 UK Tour. 18 березня 2011 року Мейджор виступила на національній меморіальній службі в Хеглі-парку в Крайстчерчі в присутності принца Вільяма, прем'єр-міністра Джона Кі, Боба Паркера, Хейлі Вестенри, інших високопоставлених осіб. 25 лютого 2012 року Мейджор виступила із сопрано Аміною Едріс і тенором Чейзом Дугласом на фестивалі мистецтв Waikato Times Hamilton Gardens.
У 2012 році в честь Дня народження королеви та діамантового ювілею Мейджор була нагороджена Орденом Нової Зеландії, найвищою цивільною нагородою країни.

## Освіта
Наразі Мейджор професор з вокалу в Університеті Вайкато в Гамільтоні, Нова Зеландія.
У 1992 році вона заснувала фонд сприяння освіті за допомогою нагород та навчання молодих новозеландців у сфері сценічного мистецтва. Одним із таких отримувачів її особистого навчання є Хейлі Вестенра.